# 香川詔士
香川 詔士（かがわ しょうじ、1942年 - 2017年）は、日本の化学工学者。1965年関東学院大学工学部工業化学科卒、1969年関東学院大学工学研究科修士課程修了。後に工学博士号を取得。2014年現在関東学院大学名誉教授。主に吸着に関する研究実績がある。関東学院大空手部3代目部長でもあり1982年から2004年まで23年間部長を務めてきた人物でもある。
2017年6月11日。くも膜下出血の為、死去。

## 主要論文・主要研究発表
- 長谷澤敦子、香川詔士「裏作麦を原料としたバイオアルコールの製造」『化学工学会 研究発表講演要旨集』化学工学会第40回秋季大会、化学工学会、2008年、992頁、doi:10.11491/scej.2008f.0.1131.0。
- 香川詔士、鈴木敬介、保坂怜「煙草の吸い殻の活性炭化」『化学工学論文集』第31巻第1号、化学工学会、2005年、80-83頁、doi:10.1252/kakoronbunshu.31.80、ISSN 1349-9203、OCLC 66467044。
- 香川詔士、池田憲治「合成ゼオライト5Aへのn-パラフィン類の単一および二溶質の吸着平衡の測定と相関」『石油学会誌』第33巻第2号、石油学会、1990年、104-108頁、doi:10.1627/jpi1958.33.104、ISSN 0582-4664、NAID 130003428855、OCLC 51314004。
- 香川詔士「アルカリリグニンの利用 V カラマツアルカリリグニンのゲルろ過」『紙パ技協誌』第29巻第7号、紙パルプ技術協会、1975年、376-383頁、doi:10.2524/jtappij.29.7_376、ISSN 1881-1000、NAID 130003686153、OCLC 723996718。

## 著書
- 山下福志、香川詔士、小島紀徳『最新の化学工学』産業図書、2010年10月5日。ASIN 478282615X。ISBN 978-4782826157。 NCID BB0355109X。OCLC 743326501。全国書誌番号:21823493。
- 『小児麻痺の右足が支えた七十年』文芸社、2013年3月1日。ISBN 978-4286125275。 NCID BB12511201。全国書誌番号:22208334。